# John Irby
John Irby (Laurens, 1854. szeptember 10. – Laurens, 1900. december 9.) az Amerikai Egyesült Államok szenátora (Dél-Karolina, 1891–1897).